# Vincent Crane
Pour les articles homonymes, voir Crane.
Vincent Crane, de son nom de naissance Vincent Rodney Cheesman, né le 21 mai 1943 à Reading, Berkshire, Royaume-Uni, et mort le 14 février 1989, est un musicien, claviériste anglais surtout connu comme organiste dans les groupes The Crazy World of Arthur Brown et Atomic Rooster.

## Biographie
Adolescent il apprend par lui même le piano, avant de suivre les cours du Trinity College of Music de 1961 à 1964.
Influencé par Graham Bond, il se met à l'orgue Hammond. Fin 1966, il forme le Vincent Crane Combo, composé du bassiste Binky McKenzie, du saxophoniste John Claydon et du batteur Gordon Hadler. En 1967, il fait équipe avec Arthur Brown dans le groupe de rock psychédélique The Crazy World of Arthur Brown. Leur premier album, The Crazy World of Arthur Brown (1968), contient la chanson Fire, coécrite par Crane et qui figure en tête des hit-parades au Royaume-Uni, aux États-Unis et au Canada, avec l'orgue et les cuivres de Crane à l'honneur. 
Pendant leur première tournée aux États-Unis en 1968, Crane a fait une dépression nerveuse et retourne au Royaume-Uni où il a passé 3 ou 4 mois dans l'hôpital psychiatrique de Banstead. Lorsqu'il revient dans le groupe d'Arthur, le batteur original Drachen Theaker, a été remplacé par le jeune prodige Carl Palmer. Les deux hommes resteront en Amérique jusqu'en juin 1969, date à laquelle ils ont décidé d'abandonner le monde « littéralement fou » d'Arthur et de retourner en Angleterre pour monter leur propre groupe.
« Arthur était parti avec sa femme pour vivre dans le New Jersey, dit Palmer. Nous avons réussi à le localiser, mais il ne voulait pas décrocher son téléphone. Nous étions donc tous les deux coincés à New York, à attendre et attendre encore. Je pense qu'à ce moment-là, Arthur avait vraiment perdu la tête. Mais nous avions assez d'argent pour payer les factures d'hôtel et rentrer en Angleterre ».
Crane et le batteur Carl Palmer forment Atomic Rooster, qui a donné son premier concert au Lyceum de Londres le 29 août en tête d'affiche, avec Deep Purple en première partie. Atomic Rooster a connu le succès en 1971 avec deux singles à succès, "Tomorrow Night" (écrit par Crane) et "Devil's Answer". Crane est le seul membre constant du groupe au travers des changements presque constants de formations, et il a écrit la grande majorité de leur chansons. 
Atomic Rooster publie son premier album éponyme en 1970, puis le batteur Carl Palmer le quitte pour former Emerson, Lake & Palmer la même année.
À partir de 1968, Crane souffre de troubles bipolaires, nécessitant périodiquement un traitement dans des établissements psychiatriques.
Il a collaboré avec d'autres musiciens sur un certain nombre d'albums, notamment Rory Gallagher (Rory Gallagher, 1971), Arthur Brown (Faster Than the Speed of Light, 1979), Peter Green, Richard Wahnfried et Dexys Midnight Runners (Don't Stand Me Down, 1985). En 1983, il fait partie d'un groupe de blues unique, Katmandu, avec Ray Dorset, Len Surtees et Peter Green, qui enregistre l'album A Case for the Blues.
Le 14 février 1989, Vincent Crane meurt d'une overdose d'analgésiques après une lutte contre la maniaco-dépression, à l'âge de 45 ans.

## Discography

### Avec The Crazy World of Arthur Brown
- 1968: The Crazy World of Arthur Brown

### Avec Atomic Rooster
- 1970: Atomic Roooster
- 1970: Death Walks Behind You
- 1971: In Hearing of Atomic Rooster
- 1972: Made in England
- 1973: Nice 'n' Greasy
- 1980: Atomic Rooster
- 1983: Headline News

### Avec Arthur Brown
- 1979: Faster Than The Speed Of Light
- 2003: Taro Rota[5]